# 格蘭德維尤鎮區 (愛荷華州路易莎縣)
格蘭德維尤鎮區（英語：Grandview Township）是位於美國愛荷華州路易莎縣的一個行政鎮區。

## 地方資料
根據2010年美國人口普查的數據，格蘭德維尤鎮區的面積為101.48平方千米，當中陸地面積為100.32平方千米，而水域面積為1.16平方千米。當地共有人口205人，而人口密度為每平方千米2.02人。